# Autódromo de Most
O Autódromo de Most é um percurso de 4.220 metros perto da cidade de Most, no noroeste da Chéquia. A volta recorde do circuito está nas mãos de Peter Milavec, que fez 1:27.232 no comando de um Fórmula 3000.

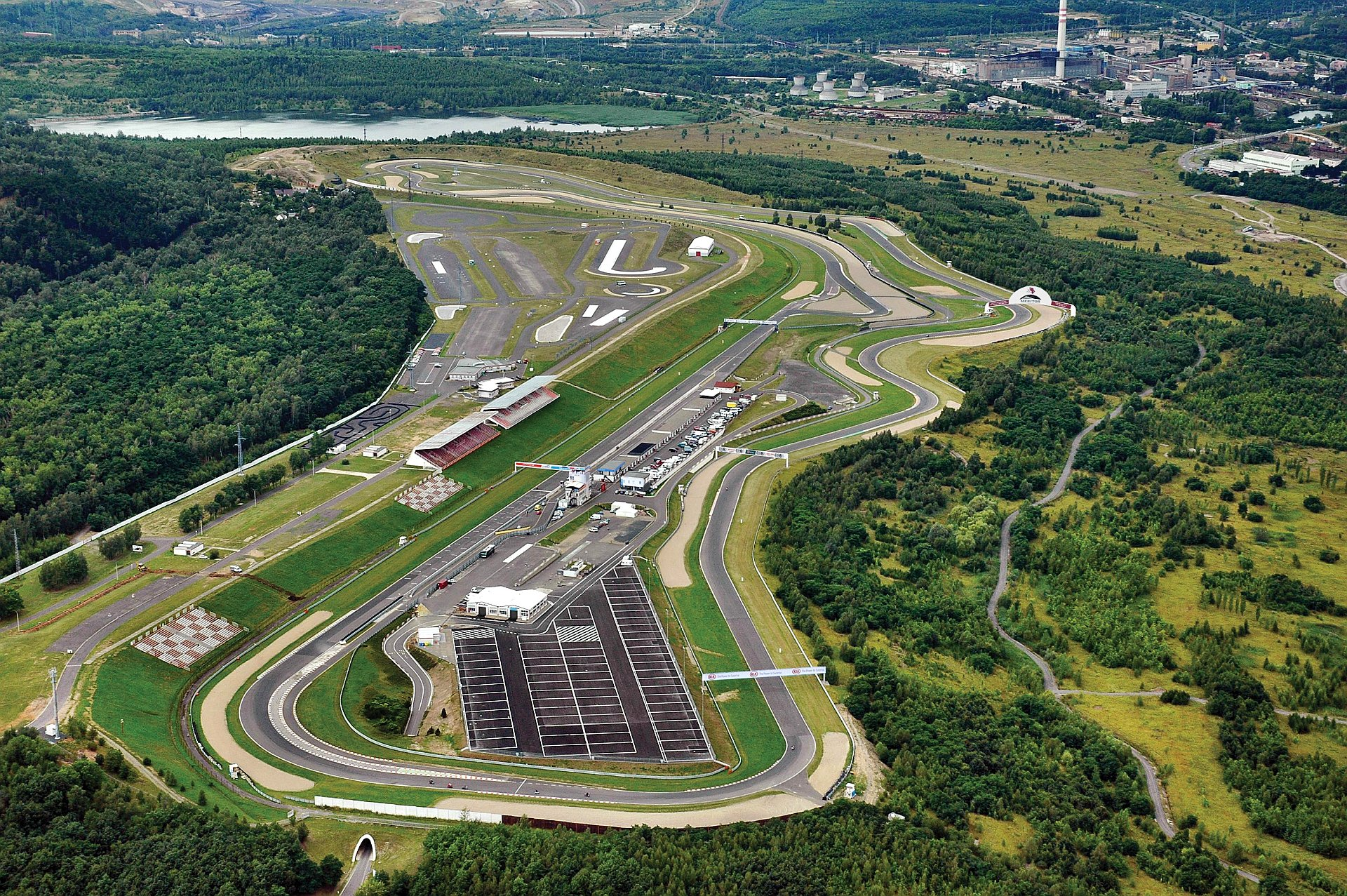
Vista aérea do circuito

Most é o local habitual para o Campeonato Europeu de Corridas de Caminhões, bem como competições locais. Em 2001, também abrigou uma data para a efêmera European Le Mans Series, mas nunca conseguiu substituir o Circuito de Brno como local do Grande Prêmio da República Checa de Motovelocidade.